# Radio Rebels
Pour plus de détails, voir Fiche technique et Distribution.
Radio Rebels (Airheads) est un film américain réalisé par Michael Lehmann, sorti en 1994.

## Synopsis
Chazz, Rex et Pip veulent absolument faire connaître le groupe de rock qu'ils forment à eux trois. Ils envahissent dès lors une station de radio locale spécialisée dans le rock. Armés de pistolets à eau remplis de Tabasco, ils menacent les animateurs afin qu'ils diffusent leur cassette de démo.

## Fiche technique
- Titre : Radio Rebels
- Titre original : Airheads
- Réalisation : Michael Lehmann
- Scénario : Rich Wilkes
- Musique : Carter Burwell
- Pays d'origine :  États-Unis
- Sociétés de production : 20th Century Fox, Island World, Robert Simonds Productions
- Genre : Comédie
- Durée : 92 minutes
- Date de sortie : 
  - États-Unis : 5 août 1994
  - France : 15 mars 1995[1]
- DVD : sorti le 19 mars 2002 chez 20th Century Fox

## Distribution
- Brendan Fraser (VF : Emmanuel Curtil) : Chester 'Chazz' Darvey
- Steve Buscemi (VF : Emmanuel Karsen) : Rex
- Adam Sandler (VF : Marc Saez) : Pip
- Amy Locane (VF : Virginie Ledieu) : Kayla
- Nina Siemaszko (VF : Laurence Crouzet) : Suzzi
- Joe Mantegna (VF : Michel Mella) : Ian
- Ernie Hudson (VF : Med Hondo) : Sgt. O'Malley
- Michael McKean (VF : Marc Alfos) : Milo
- Judd Nelson : Jimmie Wing
- Chris Farley : Off. Wilson
- Harold Ramis (VF : Mostéfa Stiti) : Chris Moore
- White Zombie : Eux-mêmes (Rob Zombie, J., Sean Yseult, John Tempesta)
- Lemmy Kilmister : Lui-même